# Tour de Romandía 1989
La 43.ª edición del Tour de Romandía se disputó del 9 de mayo al 14 de mayo de 1989 con un recorrido de 859,4 km dividido en un prólogo inicial y 6 etapas, con inicio en Plan les Ouates, y final en Ginebra.
El vencedor fue el australiano Phil Anderson, cubriendo la prueba a una velocidad media de 39,7 km/h.

## Etapas[1]
| Etapa   | Recorrido                       | Km    | Ganador       |
| Prólogo | Plan les Ouates                 | 6,6   | Erik Breukink |
| 1.ª     | Plan les Ouates-Saignelégier    | 198,4 | Phil Anderson |
| 2.ª     | Saignelégier-Friburgo           | 157,1 | Jens Veggerby |
| 3.ªa    | Friburgo-Bains de Saillon       | 123,1 | Urs Freuler   |
| 3.ªb    | Bains de Saillon                | 16,8  | Erik Breukink |
| 4.ª     | Bains de Saillon-Les Diablerets | 168,2 | Robert Millar |
| 5.ª     | Les Diablerets-Ginebra          | 189,2 | Urs Freuler   |

## Clasificaciones
Así quedaron los diez primeros de la clasificación general de la segunda edición del Tour de Romandía
| \| 1. \| Phil Anderson \| Australia \| 21h 37'06" \| \| \| 2. \| Gilles Delion \| Francia \| + 1'04" \| \| \| 3. \| Robert Millar \| Reino Unido \| + 1'06" \| \| \| 4. \| Laurent Fignon \| Francia \| + 1'20" \| \| \| 5. \| Urs Zimmermann \| Suiza \| + 1'41" \| \| \| 6. \| Tony Rominger \| Suiza \| + 1'50" \| \| \| 7. \| Gianni Bugno \| Italia \| + 2'27" \| \| \| 8. \| Michael Wilson \| Australia \| + 2'39" \| \| \| 9. \| Erik Breukink \| Países Bajos \| + 2'49" \| \| \| 10. \| Denis Roux \| Francia \| + m.t. \| \| |                |              |            |  |
| 1. | Phil Anderson  | Australia    | 21h 37'06" |  |
| 2. | Gilles Delion  | Francia      | + 1'04"    |  |
| 3. | Robert Millar  | Reino Unido  | + 1'06"    |  |
| 4. | Laurent Fignon | Francia      | + 1'20"    |  |
| 5. | Urs Zimmermann | Suiza        | + 1'41"    |  |
| 6. | Tony Rominger  | Suiza        | + 1'50"    |  |
| 7. | Gianni Bugno   | Italia       | + 2'27"    |  |
| 8. | Michael Wilson | Australia    | + 2'39"    |  |
| 9. | Erik Breukink  | Países Bajos | + 2'49"    |  |
| 10. | Denis Roux     | Francia      | + m.t.     |  |